# Twidroyd
Twidroyd是Android手机平台下功能最丰富的twitter客户端，软件原名为Twidroid，2010年7月7日被TweetUp公司收购后改名为Twidroyd。分免费版和付费版两种，付费版增加的功能包括支持多帐户、原生bit.ly短网址服务、可视频推、桌面插件、自定义颜色主题等。两个版本都支持自定义API，这样可在不连接twitter主站的情况下，更新twitter。
2009年8月当选Android Network Awards（页面存档备份，存于）最佳twitter应用。

## 引用
1. ↑  首届 ANA 揭晓，各类最佳 Android 应用出炉 （页面存档备份，存于），谷奥，2009年8月18日